# Crossota norvegiga
Crossota norvegiga är en nässeldjursart som beskrevs av Ernst Vanhöffen 1902. Crossota norvegiga ingår i släktet Crossota, och familjen Rhopalonematidae. Arten har ej påträffats i Sverige.